# Frederick Gilmore
Frederick Garfield «Fred» Gilmore (Montreal, Quebec, 22 de mayo de 1887–Los Ángeles, California, 17 de marzo de 1969) fue un boxeador canadiense–estadounidense. Obtuvo una medalla de bronce en la categoría de peso pluma durante los Juegos Olímpicos de San Luis 1904. Realizó un solo combate frente a Frank Haller, el cual perdió. A nivel profesional alcanzó una marca de tres victorias y seis derrotas.